# Kvikne
Kvikne är en by i Tynsets kommun i Innlandet fylke i Norge. Byn utgjorde tidigare centralort i dåvarande Kvikne kommun i Hedmark fylke.